# Roland Haldi
Roland Haldi (ur. 12 stycznia 1979) – szwajcarski snowboardzista. Zajął 20. miejsce w gigancie równoległym na igrzyskach olimpijskich w Vancouver. Jego najlepszym wynikiem na mistrzostwach świata w snowboardzie było 7. miejsce w gigancie równoległym na mistrzostwach w Whistler. Najlepsze wyniki w Pucharze Świata w snowboardzie osiągnął w sezonie 2006/2007, kiedy to zajął 5. miejsce w klasyfikacji generalnej, a w klasyfikacji PAR był czwarty.

## Sukcesy

### Igrzyska olimpijskie
| Miejsce | Dzień     | Rok  | Miejscowość | Konkurencja       | Zwycięzca          |
| ------- | --------- | ---- | ----------- | ----------------- | ------------------ |
| 20.     | 27 lutego | 2010 | Vancouver   | Gigant równoległy | Jasey-Jay Anderson |

### Mistrzostwa Świata
| Miejsce | Dzień       | Rok  | Miejscowość | Konkurencja       | Zwycięzca          |
| ------- | ----------- | ---- | ----------- | ----------------- | ------------------ |
| 7.      | 18 stycznia | 2005 | Whistler    | Gigant równoległy | Jasey-Jay Anderson |
| 11.     | 19 stycznia | 2005 | Whistler    | Slalom równoległy | Jasey-Jay Anderson |
| 20.     | 17 stycznia | 2007 | Arosa       | Slalom równoległy | Simon Schoch       |
| 9.      | 21 stycznia | 2009 | Kangwŏn     | Slalom równoległy | Benjamin Karl      |
| 8.      | 19 stycznia | 2011 | La Molina   | Gigant równoległy | Benjamin Karl      |
| 15.     | 21 stycznia | 2011 | La Molina   | Slalom równoległy | Benjamin Karl      |

### Puchar Świata

#### Miejsca w klasyfikacji generalnej
- 2000/2001 - -
- 2001/2002 - -
- 2002/2003 - -
- 2003/2004 - -
- 2004/2005 - -
- 2005/2006 - 19.
- 2006/2007 - 5.
- 2007/2008 - 11.
- 2008/2009 - 26.
- 2009/2010 - 24.
- 2010/2011 -

#### Zwycięstwa w zawodach
1. Bardonecchia – 2 lutego 2007 (gigant równoległy)

#### Pozostałe miejsca na podium w zawodach
1. Kronplatz – 4 grudnia 2004 (gigant równoległy) - 3. miejsce
2. Nendaz – 22 stycznia 2006 (slalom równoległy) - 2. miejsce
3. Badgastein – 21 grudnia 2006 (slalom równoległy) - 2. miejsce
4. Nendaz – 16 grudnia 2007 (slalom równoległy) - 3. miejsce
5. Sungwoo – 17 lutego 2008 (gigant równoległy) - 2. miejsce
6. Sudelfeld – 6 lutego 2010 (gigant równoległy) - 3. miejsce
7. Limone Piemonte – 11 grudnia 2010 (slalom równoległy) - 3. miejsce
8. Valmalenco – 19 marca 2011 (gigant równoległy) - 3. miejsce

- W sumie (1 zwycięstwo, 3 drugie i 5 trzecich miejsc).